# Sune Bergström
Karl Sune Detlof Bergström (Stockholm, 1916. január 10. – Stockholm, 2004. augusztus 15.) svéd biokémikus. 1982-ben Bengt Samuelssonnal és John R. Vane-nel közösen elnyerte az orvostudományi Nobel-díjat a prosztaglandinok izolálásáért és szerkezetük felderítéséért.

## Tanulmányai
Sune Bergström 1916. január 10-én született Stockholmban, Sverker Bergström és felesége, Wera Wistrand gyermekeként. A középiskola befejezése után a Karolinska Intézetben kezdett dolgozni biokémiai asszisztensként: Erik Jorpes mellett a zsírok és szteroidok kutatásában vett részt. Főnöke segítségével 1938-ban egyéves kutatási ösztöndíjat kapott a Londoni Egyetemre, ahol elsősorban az epesavak biokémiájával foglalkozott. Bergström úgy tervezte, hogy Edinburghban folytatja a munkáját, de a második világháború kitörése miatt az ösztöndíját leállították. A Karolinska Intézetben tanult tovább, ahol 1940-ben BSc diplomát szerzett és ugyanebben az évben viszont elnyert egy svéd-amerikai ösztöndíjat, amely segítségével két évig a Columbia Egyetemen tanulhatott és közben a Squibb Orvostudományi Kutatóintézetben a koleszterin autooxidációját tanulmányozta.
1942-ben visszatért Svédországba és a Karolinskán tanulva 1944-ben orvosdoktori és biokémiai doktori fokozatot szerzett, majd az egyetem Orvostudományi Intézetének biokémiai osztályán kezdett dolgozni. A későbbi Nobel-díjas Hugo Theorell-lel együttműködve a linolsav autooxidációját kutatta, és felfedezte és izolálta az oxidációért felelős enzimet. 

## A prosztaglandinok
Bergström egy 1945-ös élettani konferencián találkozott Ulf von Eulerrel (a noradrenalin felfedezőjével, aki 1970-ben szintén Nobel-díjat kapott), aki akkoriban a prosztaglandint tanulmányozta. A 30-as években megfigyelték, hogy az állatok mesterséges megtermékenyítésére használt ondófolyadéknak összehúzó, utána pedig lazító hatása van a méh simaizmaira. Von Euler izolálta az általa a prosztatáról prosztaglandinnak elnevezett anyagot és úgy találta, hogy az erek simaizmaira is hasonló hatással van. Miután tudomást szerzett Bergström sikeres enzimizoláló munkájáról, adott neki egy mintát a prosztaglandin további tisztítása céljából.
Bergström elkezdte a munkát, de aztán egy időre félretette, mert kutatási ösztöndíjat kapott a Bázeli Egyetemre. 1947-es hazatérése után a Lundi Egyetem élettani kémiai professzorává nevezték ki. Kezdetben sok idejét elvette a háború alatt visszaesett kutatási tevékenység felpezsdítése és a laboratóriumok felszerelése, de aztán Bengt Samuelsson egyetemi hallgató segítségével újra elővette a prosztaglandin témáját. Kiderült, hogy a prosztaglandin nem egy anyag, hanem inkább egy vegyületcsoport és 1957-re sikerült birkaondóból két tiszta vegyületet izolálni. Egy évvel később Bergströmöt a Karolinska Intézet kapott kémiaprofesszori állást, ahová Samuelsson is követte. 1962-re hat, A-tól F-ig jelölt prosztaglandint sikerült meghatározni.
Bergström és Samuelsson ezután felderítették, hogy a prosztaglandinok bioszintézise zsírsavakból történik és meghatározták biológiai funkcióikat. Javasolták klinikai alkalmazásukat olyan érrendszeri problémák esetén, amelyeket a simaizmok ellazításával enyhíteni lehet, mint például magas vérnyomás esetén. Kimutatták, hogy a prosztaglandinokkal megelőzhető az aszpirin gyomorfekélyt okozó mellékhatása, vagy szülés és abortusz esetén fokozhatóak a méh összehúzódásai.
1963 és 1966 között Bergström a Karolinska orvosi tanszékének dékánja volt, 1969-től 1977-ig pedig az intézmény rektora. 1975 és 1987 között ő látta el a Nobel Alapítvány igazgatótanácsának elnöki tisztét, 1977-1982 között pedig a WHO orvostudományi tanácsadó testületét vezette. 1981-ben felhagyott az oktatással és teljes munkaidejét a kutatásnak szentelte. 

## Elismerései
1982-ben Sune Bergström, Bengt Samuelsson és az angol John Vane orvostudományi Nobel-díjat kapott a prosztaglandinok kutatásában végzett tevékenységükért. Bár a Nobel Alapítvánnyal való kapcsolata miatt etikai problémák merülhettek volna fel, de ahogyan a The New York Times írta: "a legtöbb tudós egyetért, hogy csak idő kérdése volt, hogy a Dr. Bergström által vezetett alapítvány jutalmazni fogja a kutatásait; a munkája túl fontos volt ahhoz, hogy a látszólagos összeférhetetlenség miatt ne vegyenek tudomást róla".
Bergström számos tudományos testületnek volt tagja, többek között a Svéd Királyi Tudományos Akadémiának, az Amerikai Tudományos Akadémiának, a Szovjet Tudományos Akadémiának és az NDK-beli Academia Leopoldinának. 1977-ben megkapta az Albert Lasker-díjat, 1975-ben pedig a Columbia Egyetem Louisa Gross Horwitz-díját.

## Családja
Sune Bergström 1943-ban vette feleségül Maj Gernandtot. 1955-ben született fiuk, Rurik Bergström; ugyanebben az évben Karin Pääbo észt vegyésszel folytatott viszonyából megszületett másik fia, Svante Pääbo, aki a paleogenetika egyik megalapítója lett.
Sune Bergström 2004. augusztus 15-én halt meg hosszú betegség után Stockholmban. 